# FilesTube
FilesTube – nieistniejąca już wyszukiwarka internetowa, wprowadzona w 2007 roku, wyspecjalizowana w wyszukiwaniu multimediów w serwisach internetowych typu RapidShare, oferujących hosting plików.
Właścicielem wyszukiwarki była polska firma Red Sky.